# 花鳥風月 (同人誌即売会)
花鳥風月（かちょうふうげつ）は、島根県松江市で開催される同人誌即売会。島根県立産業交流会館（くにびきメッセ）で年6回開催されている。

## 概要
1995年2月12日、山陰における同人誌文化の発展、想像力を育てることを目的とし、第1回を開催。島根県松江市を中心に開催しているオールジャンル同人誌即売会。また、コスプレできるスペースがあり、3月には、コスプレコンテストが開催される。
サークル参加は、直接参加、委託参加、チラシ参加がある。
山陰地区という市場的にも小規模な地域にもかかわらず、毎回サークル数を200～300（開催時期により異なる）も集め、年6回コンスタントに開催を続けており、同規模の地域で開催されている同人誌即売会と比べると開催規模は大きい。
参加サークル数は、約200～400。来場者数は、約1000人～1500人。いずれも開催時期によって異なる。
過去サークル参加していた漫画家としてひらかわあや、櫻太助など。

## 歴史
- 1995年2月12日：第1回開催
- 2011年12月4日：花鳥風月100開催

## 開催会場
島根県立産業交流会館
JR松江駅より徒歩7分、駐車場400台